# Landudal
Landudal (bretonisch Landudal) ist eine französische Gemeinde im Westen der Bretagne im Département Finistère mit 910 Einwohnern (Stand 1. Januar 2022). Quimper liegt 12 Kilometer südwestlich, Brest 50 Kilometer nordwestlich und Paris etwa 470 Kilometer östlich.

## Verkehr
Bei Briec und Quimper gibt es Abfahrten an der Schnellstraße E 60 (Nantes-Brest) und u. a. in Quimper und Châteaulin gibt es Regionalbahnhöfe. 
Bei Brest und Lorient befinden sich Regionalflughäfen.

## Bevölkerungsentwicklung
| Jahr                       | 1962 | 1968 | 1975 | 1982 | 1990 | 1999 | 2009 | 2017 |
| Einwohner                  | 824  | 734  | 674  | 672  | 680  | 701  | 796  | 877  |
| Quellen: Cassini und INSEE |      |      |      |      |      |      |      |      |

## Sehenswürdigkeiten
- Kirche Notre-Dame-de-Populo
- Kapelle Saint-Tugdual

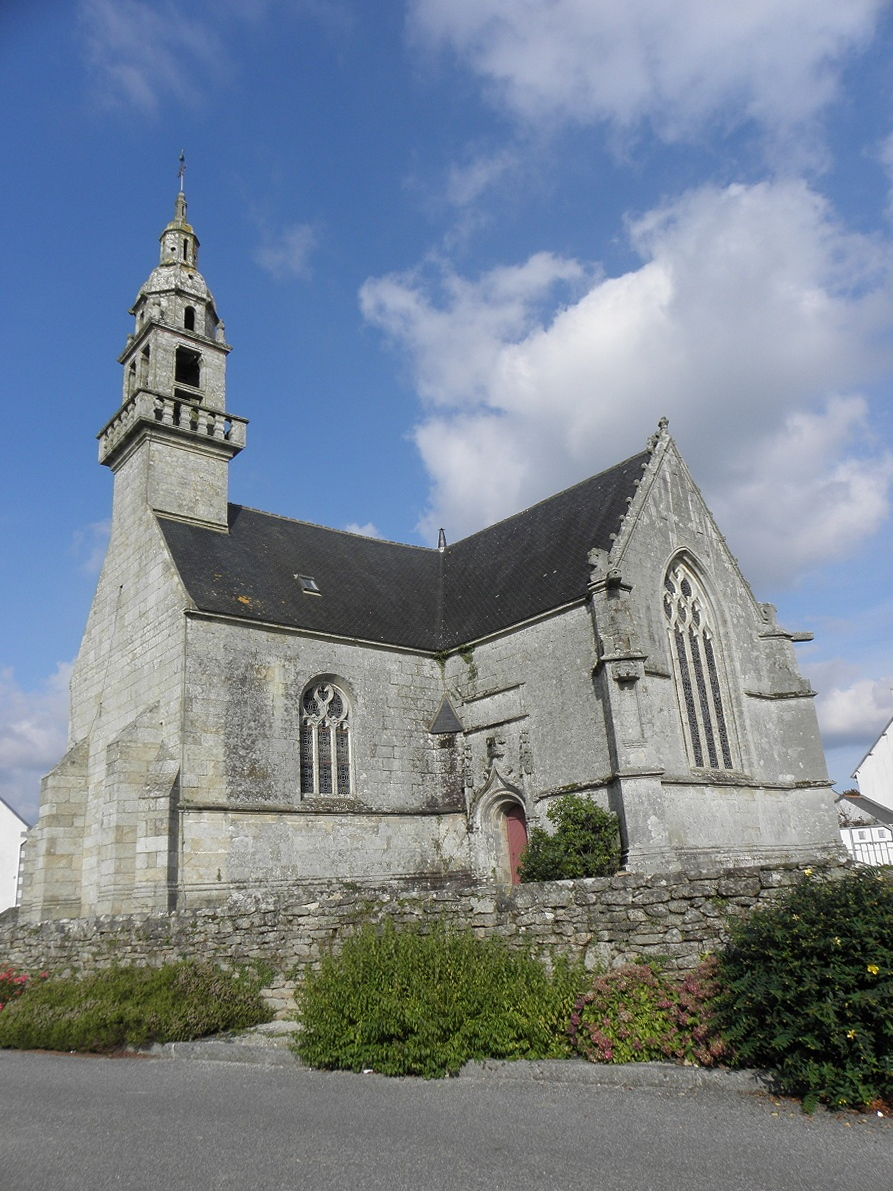
Kirche Notre-Dame-de-Populo

- Kapelle Saint-Yves am Herrenhaus Manoir de Trémarec

Siehe auch: Liste der Monuments historiques in Landudal